# Київське вище професійне училище швейного та перукарського мистецтва
Київське вище професійне училище швейного та перукарського мистецтва (КВПУ ШПМ) — вищий навчальний заклад у місті Київ.
В 1997 році в один навчальний заклад об'єдналися два училища: на вул. Єреванській 12а (у минулому ПТУ № 46, історія якоко починалася з 1957 р. і відоме серед фахівців як училище міськпобутуправління) та на вул. Фрунзе 31 (у минулому ПТУ № 50, створене в 1945 році як Профтехшкола швейників).
З 2003 року навчальний заклад має статус вищого профтехучилища, проводиться навчання з професії «Кухар, кондитер». У 2005 р. розпочата підготовка молодших спеціалістів за напрямами «Легка промисловість» («Моделювання та конструювання виробів народного вжитку») та «Мистецтво» («Перукарське мистецтво та декоративна косметика»)
Високопрофесійно працюють з учнями Заслужений майстер народної творчості України Ганна Михайлівна Ушеренко, майстри виробничого навчання Раїса Степанівна Коваль, Любов Григорівна Вижиховська, Галина Миколаївна Стрельченко.
Учнівська дизайн-студія, провідними консультантами якої є Людмила Олександрівна Авілкова, Лілія Олексіївна Кудерська, ініціює конкурсні та колекційні проекти. Своєрідним підсумком навчально-виробничої діяльності є творчі розробки випускників училища, які представляються на відкритих захистах дипломних робіт учнів.
В училищі налагоджено навчання кравецькій професії молоді з вадами слуху. Оригінальні методики навчання в цьому процесі втілює перекладач-дактилолог Оксана Миколаївна Тараненко.
Підготовка перукарів, перукарів-модельєрів, манікюрниць проводиться при безпосередньому наданні послуг населенню. Тісні контакти підтримують педагоги-перукарі зі Спілкою перукарів України, провідними перукарськими салонами міста, фірмами-виробниками парфумерної продукції. Учні з груп майстрів виробничого навчання Валентини Андріївни Санталової, Юлії Францівни Висоцької, Оксани Сергіївни Кравчук — серед дипломантів та призерів міських конкурсів перукарського мистецтва, Кубка Києва, відкритих чемпіонатів України.
На замовлення Міжнародної організації праці творча група педагогів училища розробила комплекти навчальних елементів для підготовки «закрійників» та «перукарів» за модульною системою.
У 2005 р. авторським колективом училища підготовлений підручник «Основи перукарської справи», рекомендований Міністерством освіти і науки України до використання в навчальних закладах України.
Професійну культуру і фахову майстерність виховують в учнях Ніна Михайлівна Інтелегатор, Ольга Георгіївна Куртєва, Ніна Іванівна Вітвіцька, Тетяна Миколаївна Орлівська, які навчають молодь різноманітним варіантам технологій приготування їжі, особливостям фірмових страв, національних кухонь країн світу.
На уроках широко застосовуються мультимедійні засоби навчання. Генерують варіанти використання новітніх технологій для конкретних професій викладачі Людмила Миколаївна Мірчук та Віра Борисівна Салій. В рамках семінару-зустрічі, проведеної КВПУШПМ спільно з компанією «Гербер технолоджі» підписана угода про співпрацю у впровадження в навчальний процес елементів автоматизованої системи конструювання одягу (САПР).
Значну увагу в навчальному закладі приділяють не лише професійному розвитку, а й розкриттю природних творчих здібностей молоді. Виставки учнівського театру, презентації навчального закладу, конкурси відображають прагнення створювати прекрасне, вчитися культурі, естетиці, народним традиціям. Керівники гуртків Наталія Миколаївна Тітенко, Ірина Олександрівна Тихонова, Олена Михайлівна Старікова, Олександр Олексійович Лутченко, Олена Григорівна Погібіна для учнів є зразком саме такої життєвої позиції.
У КВПУ ШПМ за весь час здобуло освіту близько 40 тис. осіб.

## Офіційні сайти
- https://kpk46.ukr.education/
- https://kvpushpm.wixsite.com/kvpu46/home